# Catherine (série télévisée, 1999)
Pour les articles homonymes, voir Catherine.
Catherine est une série télévisée québécoise humoristique en 113 épisodes de 26 minutes créée par Stéphan Dubé et Jean-François Léger, diffusée entre le 10 septembre 1999 et le 8 décembre 2003 à la Télévision de Radio-Canada, puis rediffusée sur TV5 Monde, TQS, ICI ARTV et Prise 2.
En France, la série a été diffusée à partir du 15 avril 2007 sur Paris Première.

## Synopsis
Catherine Beaulieu est une trentenaire déjantée, obstinée, profiteuse, un peu naïve et sexy qui n'a pas vraiment le sens des responsabilités. Elle cohabite avec son amie d'enfance, la très organisée Sophie Gaucher, une spécialiste de l'humour noir et des remarques assassines. Elles travaillent toutes deux comme conceptrices publicitaires à l'agence Mirage Image et ont deux personnalités totalement différentes... qui se complètent donc à merveille. Autour d'elles gravitent divers personnages comme Rachel leur propriétaire un peu folle, leurs amis Charles Beaudet et sa femme Hélène, le beau Pierre Beaudet qui est le frère de Charles, Marc Simard, barman dans les premières saisons, Mr Ming le propriétaire de dépanneur, etc.
Les sujets les plus divers – amitié, amour, célibat, enfants, travail, décès, remises en question, crise de la trentaine, etc. – sont traités avec beaucoup d'humour car Catherine a l'art de se « fourrer » dans des situations ingérables et doit souvent appeler ses amis à la rescousse pour se sortir de péripéties des plus loufoques.

## Fiche technique
- Scénario : Sylvie Moreau, Jean-François Léger et Stéphan Dubé
- Réalisation : Philippe-Louis Martin et Gilbert Lepage
- Production : Luc Wiseman, Jean Bissonnette et Jean-Claude Lespérance
- Producteur exécutif et conseiller à la scénarisation : Claude Maher
- Société de production : Avanti Ciné Vidéo

## Distribution
- Sylvie Moreau : Catherine Beaulieu, protagoniste
- Marie-Hélène Thibault : Sophie Gaucher, meilleure amie de Catherine
- Dominique Michel : Rachel Salvail, propriétaire du logement et amie de Catherine et Sophie
- François Papineau : Charles Beaudet, collègue et ami de Catherine et Sophie
- Martin Dion : Marc Simard, barman dans les premières saisons
- Brigitte Poupart : Hélène Chevrier, blonde de Charles
- Khanh Hua : M. Ming, propriétaire d'un dépanneur
- Sophie Prégent : Chantal « pas de e »
- Jean-François Pichette puis Charles Lafortune : Pierre Beaudet, frère de Charles et chum tour à tour de Catherine et Chantal « pas de e »
- Harry Standjofski : Le patron de l'agence
- Louise Richer : Diane, psychologue de Catherine
- Claude Michaud : Serge Beaudet, père de Charles et Pierre et chum de Rachel
- Sophie Clément : Michelle Gaucher, mère de Sophie
- Alexandrine Agostini : Lydia, secrétaire
- Claude Legault : Gabriel

## Autour de la série
Sylvie Moreau retrouve dans cette série télévisée plusieurs de Ses collègues acteurs de la série télévisée Dans une galaxie près de chez vous comme Claude Legault, Didier Lucien, Réal Bossé, Charles Lafortune et Stéphane Crête.

## Épisodes

### Première saison (1999-2000)
1. La Dette
2. L'Imposture
3. Héros malgré lui
4. Aspirations amoureuses
5. Changer d'air
6. Audiences
7. Jalousie
8. Jeux et enjeux [1/2]
9. Jeux et enjeux [2/2]
10. Transformations
11. Entre ciel et enfer
12. Deuxième vie
13. Corps, accords et désaccords
14. La Nuit la plus longue
15. Au-delà des apparences
16. Le Pari
17. Le Grand Cirque
18. Désirs
19. Trafic d'images
20. Quinze minutes de gloire
21. Tabous
22. 30 ans
23. Détournement majeur
24. Le Coma
25. Tango
26. Tangos

### Deuxième saison (2000-2001)
1. Cliniquement Grosse
2. La Femme éléphant
3. Folles alliées
4. Poussières d'étoiles
5. Combats extrêmes
6. Star d'un soir
7. Stress et détresse
8. Boire et déboires
9. Petite voix et gros bras
10. Perdue et retrouvée
11. Fantasmes
12. Mots dits et maux tus
13. Les poules ont des dents
14. La Maladie d'amour
15. Intelligemment vôtre
16. Haute fidélité
17. Obsessions
18. Je t'aime moi non plus
19. Brisé et cassé
20. Inexpliqué
21. Intimité
22. L'Autre
23. Chasseurs
24. Chassés
25. Cour et trop court
26. Le Choix

### Troisième saison (2001)
1. Trouble en double
2. Trahison
3. Pause
4. Dépendances
5. Noël
6. Mauvaises et bonnes aventures
7. Ex, Xx et Xxx
8. Abandon
9. Dans de beaux draps
10. Guerre froide
11. Mon meilleur ennemi
12. Omertà
13. Second regard
14. Copie originale

### Quatrième saison (2002-2003)
1. Arnaques
2. Les Parrains
3. À vos marques, prêts, cruisez!
4. La Position du missionnaire
5. Les Malheurs de Sophie
6. Irrécupérable
7. To bi or not to bi
8. Flagrants délits
9. Haute surveillance
10. Chacun ses bébittes
11. Fantômes du passé
12. Idoles
13. La Main dans le sac
14. Double échec
15. Pour le meilleur et pour le pire
16. Crises
17. Marques d'amour
18. Obligations familiales
19. Les Envahisseurs
20. La Mère à boire
21. Histoire de cœur et autres organes
22. Figures imposées
23. Swinguez votre compagnie
24. Accidents de parcours
25. Pierre tombeur et pierre tombale
26. Illusion sur glace
27. Politiquement vôtre
28. Horreur sur la personne
29. Le Jour de la marmotte

### Cinquième saison (2003)
1. Vendetta
2. Enfantillages
3. Question de personnalité
4. Fins de cycles
5. Qui « père » gagne
6. Fidèles et infidèles
7. Les Uns sur les autres
8. Portable insupportable
9. Les Femmes et les enfants d'abord
10. Papas virtuels
11. Tractations détraquées
12. Faux départs
13. Tournants
14. 35 ans
15. Le Shower pour bébé
16. Départs
17. L'Accouchement (60 min)
18. Le conte de Noël (épisode 82)

## Produits dérivés

### DVD
Le coffret DVD de la série est sorti le 10 novembre 2009 (première partie). Le public réclamait depuis longtemps l'émission sur DVD. Le coffret contient 10 DVD, le tout pour une durée totale de 30 heures (68 épisodes).
La deuxième partie est parue pour le 9 novembre 2010 par Imavision. 
Le coffret contient 8 DVD incluant :
- 43 épisodes et la finale de 60 minutes
- Le Conte de Noël : une émission spéciale d’une heure
- Les dessous de Catherine : un vrai faux documentaire
- Prix Gémeaux 2001 : Attribué à Sylvie Moreau pour Meilleure interprétation premier rôle comédie (En total 109 épisodes)

## Récompenses
2001 :
- Prix Gémeaux de la meilleure interprétation premier rôle : comédie de situation, spécial ou série humoristique : Sylvie Moreau
- Prix Gémeaux du meilleur rôle de soutien féminin : téléroman, comédie de situation ou humour : Dominique Michel